# Educación sobre la muerte
Educar en aspectos relacionados con la muerte es un tema de vital importancia que focaliza en los aspectos humanos y emocionales de la muerte. Aunque puede incluir enseñanzas sobre aspectos biológicos, el enfoque principal es sobre cómo afrontar el duelo y el dolor, conjunto de medidas que se conocen como estrategias de afrontamiento. 
La educación sobre la muerte se refiere a las experiencias y actividades de la muerte con las que una persona se enfrenta, pero también se ocupa de ser capaz de captar los diferentes procesos de morir, hablar sobre las principales actitudes existentes hacia la muerte, los diferentes significados y consecuencias que ésta tiene y las secuelas sobre cómo aprender a cuidar a las personas afectadas por la muerte de alguien cercano. 
Muchas personas sienten que la educación sobre la muerte es un tabú y en lugar de hablar sobre la muerte y el duelo, la esconden y nunca lo mencionan a los demás. Este tabú puede romperse con la educación adecuada. 
El ámbito de conocimiento más amplio sobre la muerte se conoce formalmente como tanatología.

## Ideas fuerza
"La muerte no es enemiga de la vida; restaura nuestro sentido del valor de vivir. La enfermedad restaura el sentido de la proporción que se pierde cuando damos la vida por sentado. Para aprender sobre el valor y la proporción, necesitamos honrar la enfermedad y, en última instancia también a la muerte". La educación sobre la muerte honra a ésta y sirve para enriquecer la vida personal, así como para informar y guiar a las personas en sus transacciones con la sociedad, preparar a las personas para sus roles públicos como ciudadanos, ayudar a preparar y apoyar a las personas en su roles profesionales y vocacionales y, por último, mejorar la capacidad de las personas para comunicarse de manera efectiva sobre asuntos relacionados con la muerte.

## Etapas en el proceso de morir
En su libro, In Death and Dying (1969), Elisabeth Kübler-Ross propuso las cinco etapas del proceso de morir. Aunque su trabajo a menudo se ha denominado "las cinco etapas del duelo" o Modelo de Kübler-Ross. El trabajo original se basó en sus observaciones clínicas a respuestas psicosociales de pacientes terminales a su muerte inminente.